# Svavelsopp
Svavelsopp (Buchwaldoboletus sphaerocephalus) är en svampart som först beskrevs av Barla, och fick sitt nu gällande namn av Watling & T.H. Li 2004. Svavelsopp ingår i släktet Buchwaldoboletus och familjen Boletaceae.  Arten är reproducerande i Sverige. Inga underarter finns listade i Catalogue of Life.